# Oreopanax albanensis
Oreopanax albanensis é uma espécie de árvore da família Oreopanax

## Distribuição
É nativa da América do Sul, Colômbia e Equador 